# 차입매수
차입매수(금융기관차입부 기업매수, Leveraged Buyout)은 자금이 부족한 매수기업이 매수대상의 자산과 수익을 담보로 금융기관으로 자금을 차입하여 매수합병을 하는 것을 하는 것이다. LBO라고도 한다.

## 주요사건
- 2010년 동양메이저의 한일합섬 인수[1]
- 2008년 (주)신한[2]
- 온세통신[3]